# Plexus pterygoideus
Der Plexus pterygoideus (lateinisch für ‚Flügelgeflecht‘) oder auch Plexus venosus pterygoideus ist ein paariges Geflecht von Venen im Bereich der Unterschläfengrube (Fossa infratemporalis) um den Flügelfortsatz (Processus pterygoideus) des Keilbeins. Es liegt beidseits auf dem Musculus pterygoideus lateralis und auf dem Musculus pterygoideus medialis. In das Geflecht münden Venen aus der harten Hirnhaut, aus dem Gehörgang, aus der Paukenhöhle und aus dem Bereich des Kiefergelenks. Darüber hinaus hat der Plexus pterygoideus Verbindung zur Vena maxillaris, zur Vena retromandibularis, zur Vena temporalis profunda und zur Vena ophthalmica inferior. Die Venae meningeae sammeln das Blut aus der Dura mater über der konvexen Großhirnhemisphärenfläche und entleeren sich durch den Boden der mittleren Schädelgrube in den Plexus venosus pterygoideus. Der Abfluss aus dem Plexus pterygoideus erfolgt über die Vena facialis und die Vena retromandibularis.
Klinisch bedeutsam ist die Verbindung über die Venae emissariae zum Sinus cavernosus, weil sie die Ausbreitung von Infektionen in diesen Venenraum der harten Hirnhaut ermöglicht und diese eine Sinusthrombose (Sinusvenenthrombose) auslösen können.